# انرژی برق آبی در نیوزیلند

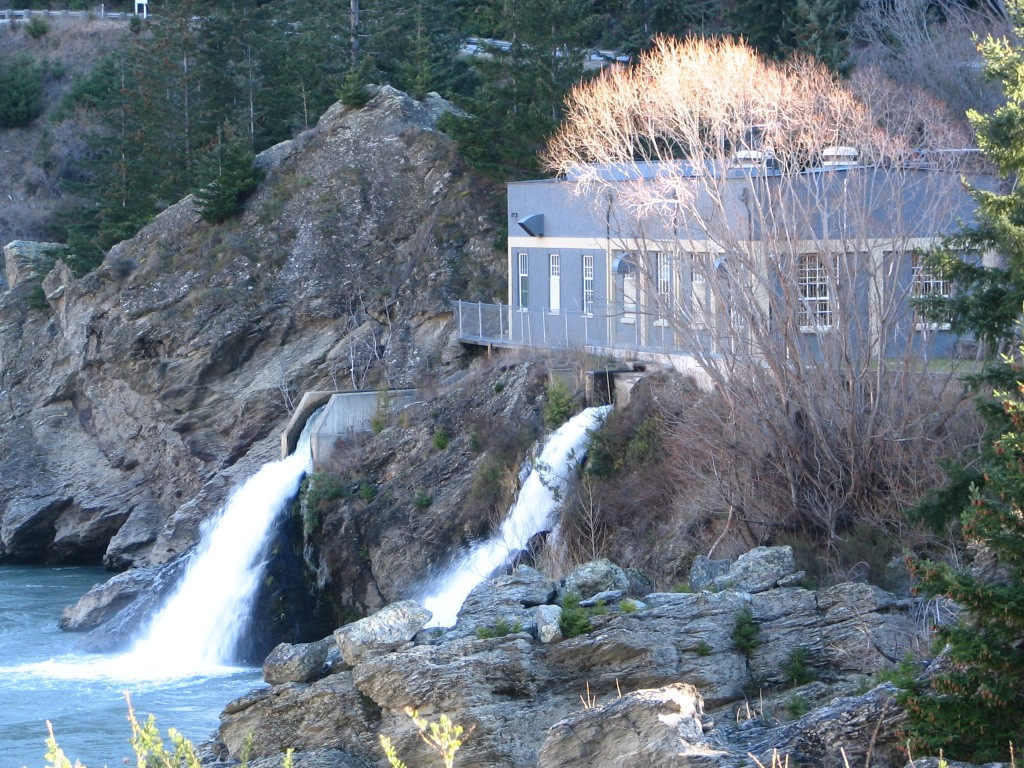
نیروگاه رورینگ مگِ پایین، بخشی از یک طرح کوچک‌مقیاس که در سال ۱۹۳۶ راه‌اندازی شد.

انرژی برق‌آبی در نیوزیلند بیش از ۱۰۰ سال است که بخشی از سیستم انرژی این کشور بوده و همچنان بیش از نیمی از نیازهای برق این کشور را تأمین می‌کند. برق آبی منبع اصلی انرژی تجدیدپذیر در نیوزیلند است. بیشترین میزان تولید برق در جزیره جنوبی و بیشترین میزان مصرف آن در جزیره شمالی است.
طرح‌های اولیه مانند طرح وایپوری که در سال ۱۹۰۳ راه‌اندازی شد و نیروگاه دریاچه کولریج که در سال ۱۹۱۴ راه‌اندازی شد، استفاده از انرژی آبی تجدیدپذیر را در نیوزیلند تثبیت کردند. تا اوایل دهه ۱۹۵۰، بیش از ۱٬۰۰۰ مگاوات (۱٬۳۰۰٬۰۰۰ اسب بخار) از ظرفیت نصب شده از انرژی برق آبی بود. در اوایل دهه ۱۹۶۰، بیشتر سایت‌های برق‌آبی جزیره شمالی توسعه یافته بودند، در حالی که جزیره جنوبی هنوز سایت‌های بالقوه زیادی داشت. راه‌اندازی خط انتقال برق بین جزیره‌ای HVDC در سال ۱۹۶۵، ارسال مقادیر زیادی برق بین دو جزیره را امکان‌پذیر کرد و از آن زمان ظرفیت برق‌آبی در جزیره جنوبی به سرعت افزایش یافت. پیشرفت‌های عمده شامل ۵۴۰ بود نیروگاه مگاواتی بنمور (۱۹۶۶)، ۷۰۰ نیروگاه طرح رودخانه وایتاکی بالایی و ۴۳۲ سد کلاید (۱۹۹۲) تا اواسط دهه ۱۹۹۰، ظرفیت برق‌آبی به بیش از ۵۰۰۰ رسیده بود. مگاوات، و امروز در همین سطح باقی مانده است.
در نیوزیلند، انرژی برق‌آبی ۵۵ درصد از تولید برق را تشکیل می‌دهد و آن را به عنوان پنجمین تولیدکننده بزرگ در بین کشورهای عضو آژانس بین‌المللی انرژی (IEA) رتبه‌بندی می‌کند.

## تاریخچه
اولین نیروگاه برق آبی صنعتی در سال ۱۸۸۵ در بولندیل در اوتاگو تأسیس شد تا برق مورد نیاز یک باتری ۲۰ استمپی در معدن فینیکس را تأمین کند. این کارخانه از آب نهر اسکیپرز، یکی از شاخه‌های رودخانه شاتوور، که در همان نزدیکی قرار داشت، استفاده می‌کرد.
ریفتون اولین شهری بود که پس از راه‌اندازی نیروگاه ریفتون در سال ۱۸۸۸، از یک نیروگاه برق آبی مهم، برق عمومی شبکه‌ای دریافت کرد. پس از آنها، استراتفورد در سال ۱۸۹۸ تأسیس شد.
اولین نیروگاه برق آبی که توسط دولت ساخته شد، نیروگاه آبشار اوکره در نزدیکی روتوروا بود. این کارخانه در ماه مه ۱۹۰۱ شروع به کار کرد. برق با ولتاژ ۳۳۰۰ ولت در مسیری به طول ۱۳-مایل (۲۱-کیلومتر) منتقل شد. مسیر به روتوروا، و برای به حرکت درآوردن پمپ‌های فاضلاب و برخی از ساختمان‌های عمومی از جمله پنج حمام حرارتی استفاده می‌شد. در طول بیست سال بعد، شرکت‌های خصوصی و مقامات محلی تعدادی ایستگاه از جمله وایپوری در اوتاگو و هوراهورا در رودخانه وایکاتو تأسیس کردند. اولین طرح بزرگ توسعه‌یافته توسط دولت، کولریج در کانتربری بود که در سال ۱۹۱۴ افتتاح شد. از دیگر ایستگاه‌های اولیهٔ مهم می‌توان به مانگهائو (۱۹۲۴)، آراپونی (۱۹۲۹) و توآی (۱۹۲۹) اشاره کرد که در سال ۱۹۳۴ به یک شبکهٔ واحد در جزیرهٔ شمالی متصل شدند و وایتاکی (۱۹۳۵) در جزیرهٔ جنوبی.
این آبشار در دهه ۱۹۴۰ با ایستگاه‌هایی تکمیل شد. هفت ایستگاه دیگر از سال ۱۹۵۳ تا ۱۹۷۰ به صورت آبشاری بر روی رودخانه وایکاتو توسعه داده شدند. در دهه ۱۹۵۰ توسعه رودخانه کلوتا با سد راکسبورگ و وایتاکی علیا در حوضه مکنزی با " تکاپو A" آغاز شد. با راه‌اندازی خط انتقال HVDC بین جزیره‌ای در سال ۱۹۶۵، طرح وایتاکی با نیروگاه بنمور (۱۹۶۵)، سد آویمور (۱۹۶۸) و بعدها تکاپو B و اوهاو A , B و C گسترش بیشتری یافت. در جزیره شمالی، طرح نیروگاه تونگاریرو بین سال‌های ۱۹۶۴ تا ۱۹۸۳ تکمیل شد.
طرح سال ۱۹۵۹ برای افزایش سطح دریاچه ماناپوری برای توسعه برق آبی با مقاومت روبرو شد و کمپین نجات ماناپوری به نقطه عطفی در آگاهی‌بخشی زیست‌محیطی تبدیل شد. طرح‌های آبی بعدی، مانند آخرین نیروگاه آبی بزرگی که به بهره‌برداری رسید، سد کلاید در سال ۱۹۹۲، نیز بحث‌برانگیز بودند.
این کشور از سال ۱۹۵۰ تا ۱۹۸۰ شاهد رونق توسعه برق‌آبی در مقیاس بزرگ بود، اما پس از آن چنین توسعه‌ای به‌طور قابل توجهی کاهش یافته است. نکته قابل توجه این است که از زمان راه‌اندازی نیروگاه برق‌آبی کلاید در سال ۱۹۹۲، هیچ پروژه برق‌آبی جدید و بزرگی انجام نشده است